# Chalmers manskör
Chalmers Manskör är en av tre delkörer i Chalmers Sångkör. Redan 1870 framkom förslag att bilda en sångkör eller "qvartett" men först 1894 bildades den så kallade Chalmers Allmänna Sångarförening. Denna kör bytte namn till Chalmers Manskör 1965 i samband med att den blandade kören Chalmers Kammarkör grundades. Chalmers Manskör består idag av cirka 40 sångare.